# Cecilia Fusco
Cecilia Fusco   (Roma, 10 de juny de 1933 - Latisana, 26 de novembre de 2020) fou una soprano italiana.

## Biografia
Cecilia Fusco va néixer i créixer a Roma, en una prolífica família de músics. El pare, Giovanni Fusco, va ser un compositor de bandes sonores cinematogràfiques, amb partitures compostes per a pel·lícules de Michelangelo Antonioni, Francesco Maselli, els germans Taviani, Jean-Luc Godard, Alain Resnais, Renato Castellani i molts altres. La mare, Adriana Dante, va ser una pianista alumna d'Alfredo Casella, encarregada juntament amb mossèn Ennio França de la direcció artística de la Missa dels Artistes, un moviment que ha involucrat a personalitats catòliques romanes i italianes. El germà Enrico, "Kiko", és també músic: primer teclista del grup de Le Pecore Nere i més tard membre del grup vocal Schola Cantorum. Les visites de músic foren habituals a casa de la família Fusco, incloent-hi Goffredo Petrassi, Franco Ferrara, Guido Turchi, Francesco Siciliani i Franco Mannino. Tot plegat va fer que la jove Cecilia desenvolupés una marcada musicalitat.

## Activitat com a soprano
Després dels estudis al Conservatori Santa Cecilia de Roma i de guanyar el concurs Puccini de la RAI, va fer el seu debut el 1958 al Teatre Margarida de Gènova, cantant el rol de Gilda de l'òpera Rigoletto de Verdi. El 1960 va arribar el seu debut al teatre La Scala de Milà, com a Barbarina en Les noces de Fígaro de Mozart, sota la batuta de Herbert von Karajan.
La llarga col·laboració amb el teatres de Milà la va fer participar en els teatres de La Scala i del Piccola Scala en diverses òperes, com ara Don Pasquale, La Sonnambula, Un ballo in maschera, Ariadne auf Naxos, La scala di seta, La serva padrona, Miseria e nobiltà (de Jacopo Napoli), Il buon soldato Sweik (de Guido Turchi en la seva primera interpretació), Serse, Ifigenia in Tauride, Stabat Mater (de Pergolesi), La bohéme i altres.
Durant més de trenta anys, entre els anys seixanta i vuitanta de 1900, la seva carrera la va portar a actuar en molts teatres d'òpera italians i de fora Itàlia, entre les quals cal destacar el Teatro La Fenice de Venècia, el Teatro Comunale de Bolonya, el Teatre Verdi de Trieste, el Teatro San Carlo de Nàpols, el Teatro Massimo de Palerm, el Teatro Massimo Bellini de Catània, el Teatro Regio de Parma, el Teatro della Pergola de Florència, el Teatro dell'Opera di Roma, el Teatro Petruzzelli de Bari, així com el Teatre del Liceu de Barcelona, el Teatre Bolxoi de Moscou, el Teatro de la Zarzuela i el Teatro Real de Madrid, el Staatstheater de Múnic, l'Òpera del Cairo, l'Òpera de París, el Kennedy Center de Washington, el Théâtre de la Monnaie de Brussel·les i el Metropolitan Opera de Nova York. La seva activitat no es va limitar a l'òpera, sinó que va abordar amb sembles resultats el repertori concertístic cantant en sales rellevants com ara l'Acadèmia Nacional de Santa Cecília de Roma, l'Acadèmia Filharmònica Romana, la Sagra Musical Umbra, la Salle Pleyel de París, el Carnegie Hall de Nova York i l'Albert Hall de Londres.
Al Liceu va participar les temporades 1960-1961 i 1974-1975, debutant el 7 de desembre de 1960 amb Falstaff de Verdi.
Va col·laborar amb el grup I virtuosi di Roma dirigits per Renato Fasano, especialitzat en el repertori operístic i de cambra del 600/700 italià, amb els quals va cantar a l'Exposició Universal de 1970, a Osaka.
Al llarg de la seva carrera va ser dirigida per Herbert von Karajan, Ígor Stravinski, Paul Hindemith, Francesco Molinari-Pradelli, Arturo Basile, Bruno Bartoletti, Franc Capuana, Piero Bellugi, Alberto Zedda, Oliviero De Fabritiis, Franc Ferrara, Nino Sanzogno, Peter Maag, Gianandrea Gavazzeni i Claudio Abbado.

## Activitat com a professora
A partir de la dècada del 1990 va començar a dedicar-se a l'ensenyament del cant, en diferents conservatoris italians, entre ells el Giuseppe Tartini de Trieste, mentre feia masterclass de perfeccionament en diverses localitats de les regions Friül Venècia Júlia, a la qual es va establir després de retirar-se dels escenaris, Abruços, Toscana i Sicília.

## Mort
Havent-hi donat positiva de la Covid-19, va morir als 87 anys el 26 de novembre de 2020, a Latisana.

## Discografia parcial
Va enregistrar pel segells RCA, Deutsche Grammophon, Fonit Cetra, La Voce del Padrone (versió italiana de His Master's Voice), Nuova Carisch i per a la RAI de Milà, Roma, Nàpols i Torí.
- Auber, Fra' Diavolo, Basile
- Cavalli, L'Ormindo, Fasano
- Donizetti, L'ajo nell'imbarazzo, Ferrara
- Donizetti, Rita, Zedda
- Händel, Alcina, Rescigno
- Händel, Il pastor fido, Gerilli
- Mayr, Medea in Corinto, Arena
- Paisiello, Il re Teodoro in Venezia, Fasano
- Pergolesi, Lo Frate 'nnamorato, Cillario
- Puccini, Gianni Schicchi, Pradella
- Puccini, La Rondine, Molinari-Pradelli
- Rossini, L'occasione fa il ladro, Colonna
- Scarlatti, Sedecia re di Gerusalemme, Bellugi (1962)
- Wolf-Ferrari, Le donne curiose, de Fabritiis

## Filmografia incompleta
- L'ajo nell'imbarazzo, Donizetti, direcció de Vasco Ugo Finni
- Rita, Rossini, direcció de Filippo Crivelli